# Yellow Rose (equipo de polo)

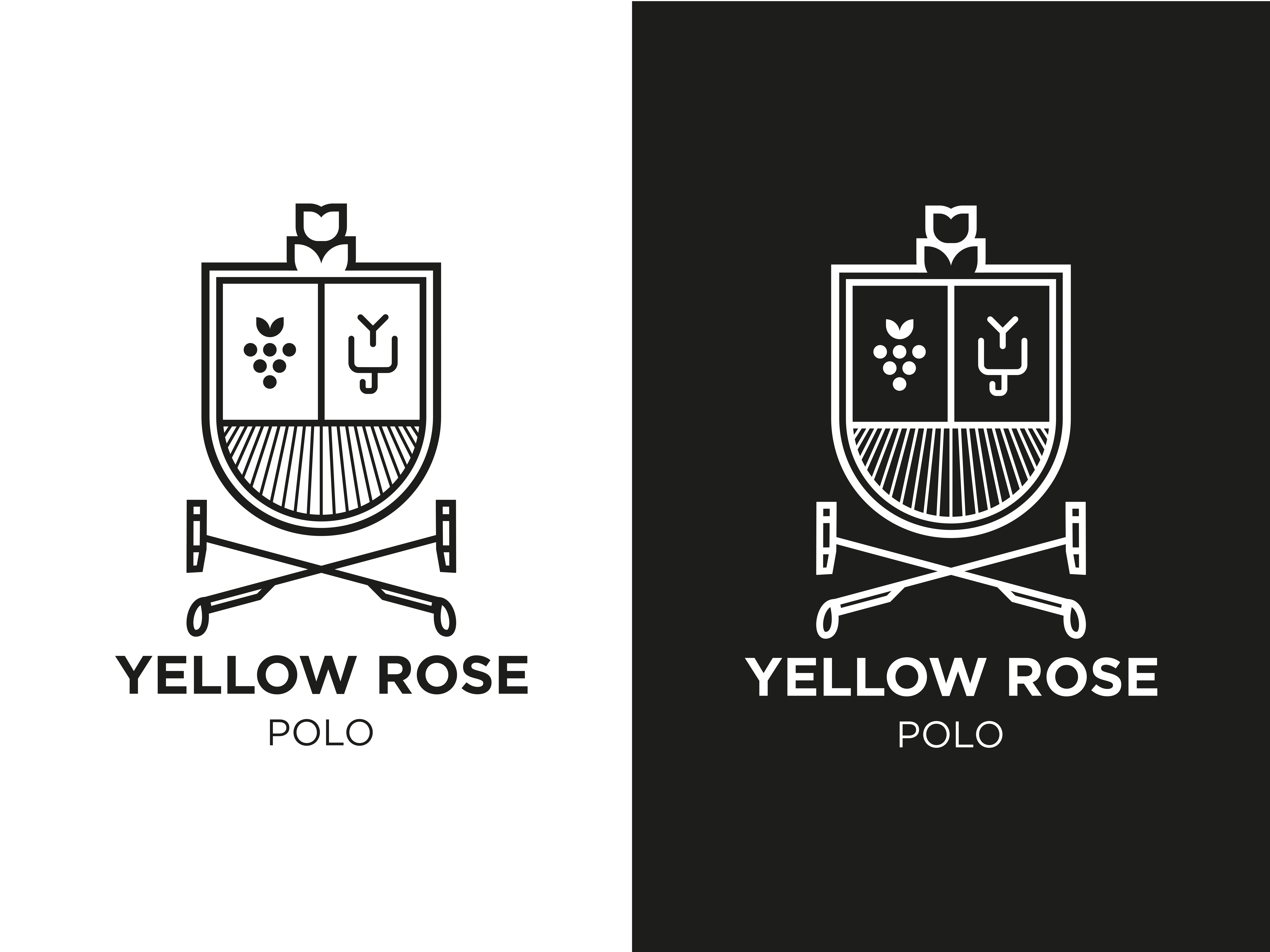

Yellow Rose es un equipo de polo fundado por Jorge "Corcho" Rodríguez, conocido por participar en prestigiosos torneos de polo en Argentina.

## Historia
El equipo de polo Yellow Rose fue fundado por Jorge "Corcho" Rodríguez en 1996 en Punta del Este. El equipo recibió su nombre de una finca en Punta del Este, Uruguay. La propiedad cuenta con un campo de polo, viñedos y un helipuerto.
En 2021, el club expandió sus operaciones a Argentina, consolidando aún más su presencia en el deporte. En septiembre de 2023, el equipo Ellerstina Yellow Rose, liderado por los hermanos Gonzalo y Nicolás Pieres, se presentó oficialmente en un evento exclusivo en Enero Costanera, Buenos Aires. El equipo incluyó a los jugadores Bautista Bayugar e Ignatius Du Plessis.
En septiembre de 2024, Ellerstina Yellow Rose presentó su camiseta oficial en el restaurante Enero con el apoyo de patrocinadores como AlUla, Jeep, Gibson y RUS. En octubre de 2024, el equipo anunció su participación en la Triple Corona del Polo Argentino, incluyendo el Abierto de Hurlingham, el Abierto de Tortugas y el Abierto Argentino de Polo. El equipo, integrado por los jugadores Lucas Monteverde Jr., Gonzalo Pieres Jr., Guillermo Caset Jr. e Ignacio du Plessis, anunció su participación en el Abierto de Hurlingham, el Abierto de Tortugas y el Campeonato Argentino Abierto de Polo.
Yellow Rose colabora con la Fundación Compromiso y el Municipio de General Rodríguez en un programa que ofrece más de 1,000 becas para formación en habilidades digitales, incluyendo Marketing Digital, Comercio Electrónico y Programación Digital. La iniciativa ofrece educación gratuita en áreas como marketing digital, comercio electrónico y programación digital para mayores de 16 años. Además, es piloto de helicópteros e instructor, y jugador de polo de la AAP/AUP.

## Rancho de Polo Yellow Rose
Yellow Rose Polo Ranch es una finca privada ubicada cerca de San Carlos, en Punta del Este, Uruguay. Es propiedad de la presentadora argentina Verónica Lozano y su esposo, el empresario Jorge "Corcho" Rodríguez.
La finca tiene un diseño rústico y moderno, con muebles de madera combinados con decoración vintage y contemporánea. Su exterior incluye una gran piscina iluminada rodeada de vegetación y flores, creando un ambiente tranquilo.

### Instalaciones
- Club de polo: La finca incluye un club de polo, reflejo de la pasión de Rodríguez por este deporte. El club ha acogido eventos con destacados jugadores de polo y ha participado en actividades benéficas.[17][18]
- Viñedos: Yellow Rose cuenta con sus propios viñedos, que producen vinos boutique. La producción comenzó en 2011 con un número limitado de botellas.[19]
- Helipuerto: La propiedad está equipada con un helipuerto, facilitando el transporte conveniente para los propietarios y sus invitados.[20]
- Estudios Wild Ranch: El estudio de grabación Wild Ranch Studios se creó para apoyar las producciones musicales. El estudio ha acogido a artistas y eventos, como las actuaciones del grupo Airbag.[21][22]